# Plácido Domingo

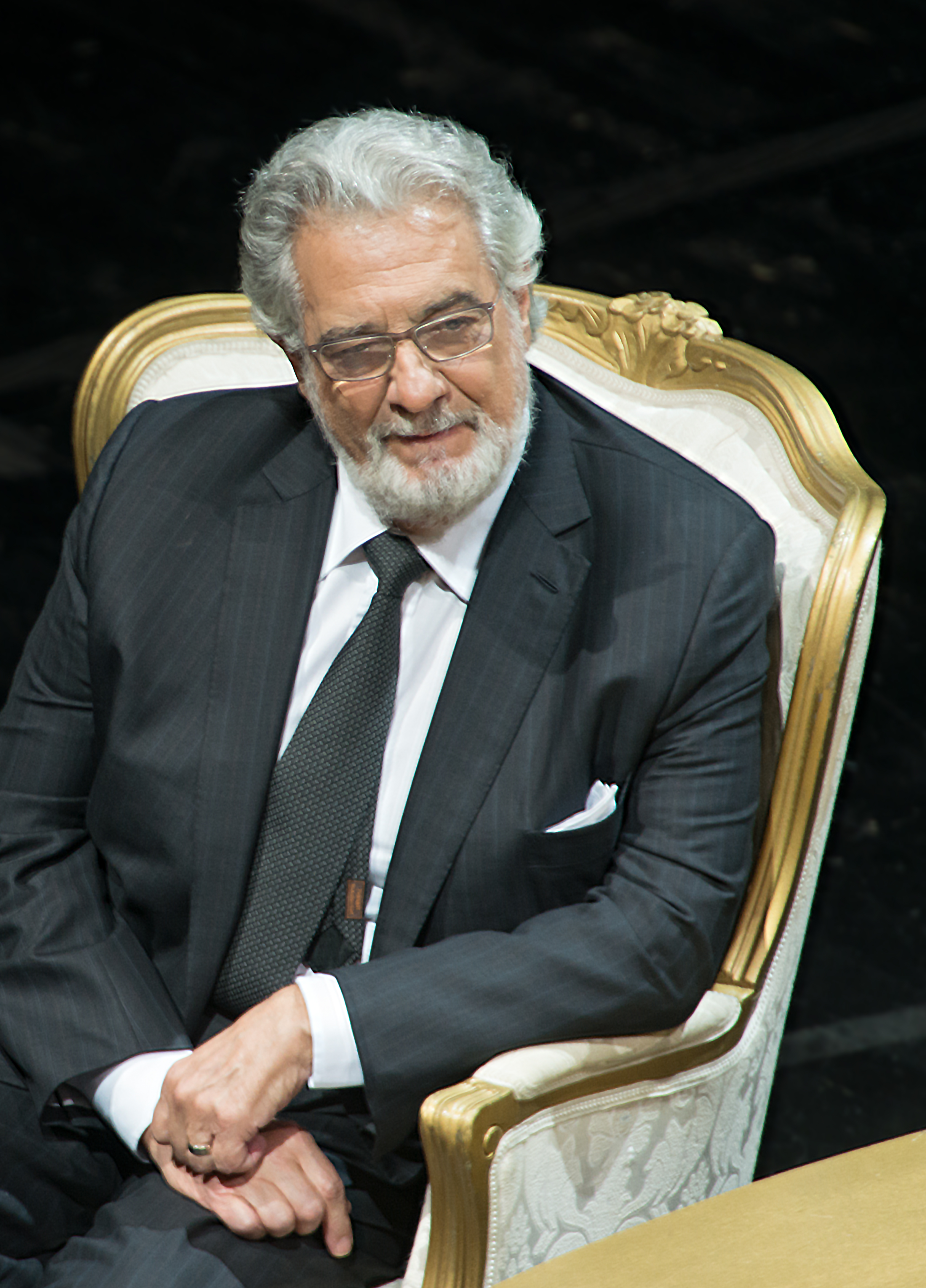
Plácido Domingo em 2014.

José Plácido Domingo Embil (Madrid, 21 de janeiro de 1941) é um tenor lírico spinto, músico e maestro espanhol, conhecido por sua poderosa voz de grande flexibilidade, dono de uma técnica vocal impecável, que lhe permitiu cantar diversos papéis de tenor lirico até o dramático. Em março de 2008 ele cantou seu 128º papel operístico, fazendo-se assim o tenor que mais cantou papéis na história, em 2011 chegou ao 134° papel operístico. Um dos Três Tenores, ele também tem conduzindo óperas e concertos, como também servindo de Diretor da Ópera Nacional de Washington, em Washington, Estados Unidos e na Ópera de Los Angeles. Seu contrato em Los Angeles foi estendido até a temporada 2012/3.

## Biografia e Carreira

### Primeiros Anos
Plácido Domingo nasceu perto de Barrio de Salamanca, em Madri, Espanha e mudou-se para o México com seus pais: Plácido Domingo e Pepita Embil, para trabalharem em uma companhia de Zarzuela. Ele estudou piano inicialmente com aulas particulares e passou a estudar no Conservatório de Música Nacional na Cidade do México.
Em 1957, Domingo fez sua primeira performance profissional, apresentando-se com sua mãe em um concerto em Mérida, Yucatán. Fez sua estreia em uma opera na zarzuela Gigantes e cabezudos de Manuel Fernández Caballero, cantando no papel de barítono. Nessa época, ele trabalhou na companhia de zarzuelas de seus pais, cantando como barítono ou acompanhando os cantores, ao piano. Depois de sua primeira performance, ele cantou um papel menor na produção mexicana de My Fair Lady, onde ele também foi assistente do maestro. A companhia apresentou 185 performances, incluindo produções de The Merry Widow de Franz Lehár, onde ele cantou os papéis de Camille e Danilo.
Em 1959, Domingo participou de audições para a Ópera Nacional do México, como barítono, mas foi pedido a ele, para cantar algumas áreas em tenor. Finalmente, ele foi aceito na Ópera Nacional como tenor e como tutor para outros cantores. Ele estudou piano e condução, mas fez sua estreia em 12 de maio de 1959 em um papel pequeno, no Teatro Degollado em Guadalajara como Pascual em Marina. Essa apresentação seguiu-se com o papel de Borsa em Rigoletto de Giuseppe Verdi, com Cornell MacNeil e Norman Treigle e Padre Confessor em Dialogues des carmélite, de Francis Poulenc.

### 1960 - 1980
Em 1961, ele fez sua estreia operística, no papel de Alfredo em La traviata (Giuseppe Verdi) em Monterrey e, posteriormente, no mesmo ano, fez sua estreia nos Estados Unidos, com a Ópera Cívica de Dallas, onde ele cantou o papel de Arturo em Lucia di Lammermoor de Gaetano Donizetti, ao lado de Joan Sutherland, no papel título.
Em 1962 ele voltou ao Texas, para cantar o papel de Edgardo em Lucia di Lammermoor, com Lily Pons na Ópera Fort Worth. No fim de 1962, ele assinou um contrato de seis meses com a Ópera nacional de Israel em Tel Aviv, mas acabou estendendo seu contrato e ficou dois anos e meio na companhia, cantando em 280 performances de 12 papéis diferentes.
Em junho de 1965, após terminar seu contrato com a Ópera Nacional de Israel, Domingo foi participar de uma audição na Ópera da Cidade de Nova Iorque para fazer sua estreia em Nova Iorque, como Don José em Carmen, de Georges Bizet, mas sua estreia veio quando ele foi convidado para substituir um tenor doente, no último minuto, numa produção de Madama Butterfly, de Giacomo Puccini. Em 17 de junho de 1965, Domingo fez sua estreia em Nova Iorque como Pinkerton na Ópera da Cidade de Nova Iorque. Em fevereiro de 1966, ele cantou o papel título de Don Rodrigo, de Alberto Ginastera, em sua première nos Estados Unidos na Ópera da Cidade de Nova Iorque, sendo muito aclamado. A performance também marcou a inauguração do Lincoln Center como nova residência da Companhia.

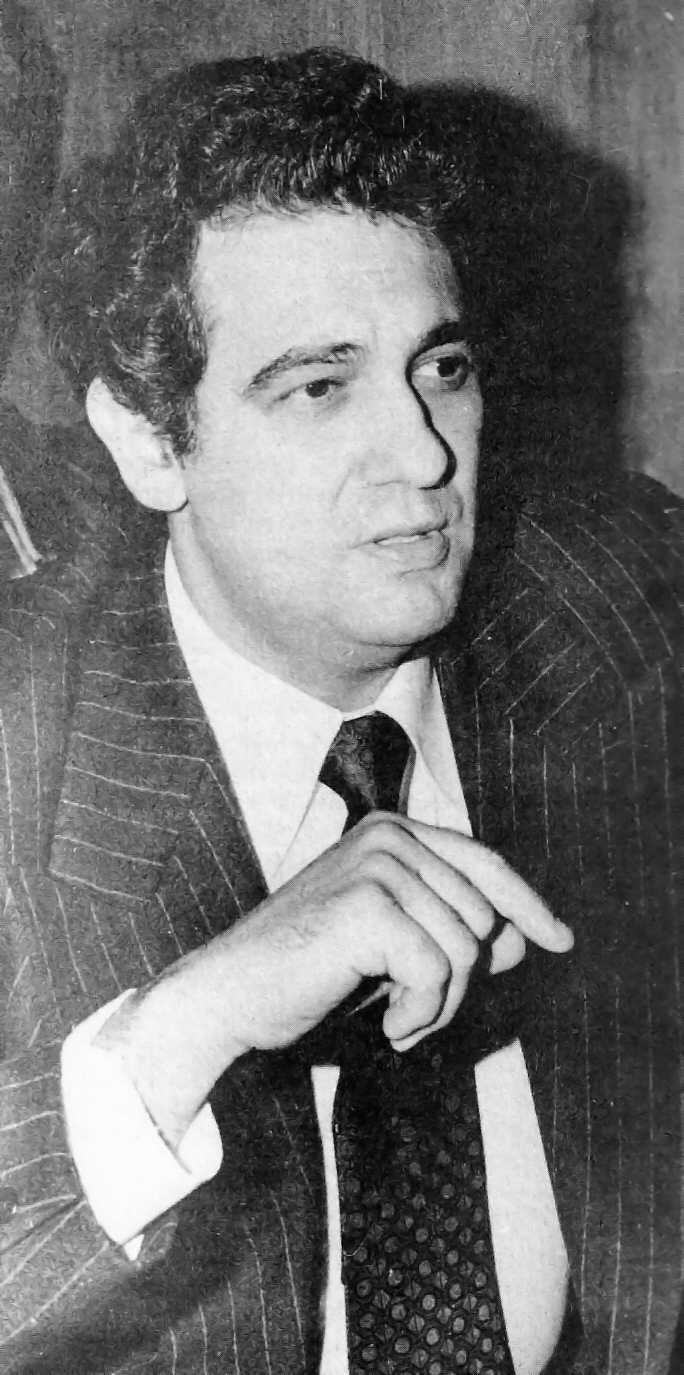
Plácido Domingo (1979)

Sua estreia oficial no Metropolitan Opera House, em Nova Iorque, ocorreu em 28 de setembro de 1968, quando ele substituiu Franco Corelli, na produção de Adriana Lecouvreur de Francesco Cilea, cantando ao lado de Renata Tebaldi. Antes de Adriana Lecouvreur, ele cantou em performances para o Metropolitan Opera no Lewisohn Stadium, nas produções de Cavalleria rusticana de Pietro Mascagni e Pagliacci de Ruggiero Leoncavallo em 1966. Desde então, ele participou de 21 aberturas de temporadas, no Met, superando o record anterior, que era de Enrico Caruso, com quatro. Ele fez sua estreia na Ópera Estatal de Viena em 1967, na Ópera Lírica de Chicago em 1968 e no Teatro alla Scala e na Ópera de São Francisco em 1969, na Companhia de Ópera Lírica da Filadélfia em 1970 e no Covent Garden em 1971.  No mesmo ano, ele cantou o papel de Mario Cavaradossi em Tosca, de Giacomo Puccini no Metropolitan Opera House e continuou cantando esse papel por muitos anos, de fato, mais do que qualquer outro papel.
Domingo também conduziu nessa época, como La traviata, de Giuseppe Verdi, em 7 de outubro de 1973 na Ópera da Cidade de Nova Iorque com Patricia Brooks. Em 1981, Domingo ganhou um notável reconhecimento fora do mundo erudito pela sua gravação da música "Perhaps Love", ao lado do cantor americano John Denver.
Em 19 de setembro de 1985, o maior terremoto da história do México devastou parte da sua capital. Uma tia, um tio, seu sobrinho e a filha mais nova de seu sobrinho morreram na queda de um bloco de apartamentos. Domingo ajudou no resgate as vítimas e no ano seguinte, fez concertos beneficentes para as vítimas.

### 1990 - Presente
Da metade da década de 1990 até o começo de 2008, Domingo já havia adicionado 38 novos papéis, de seis diferentes idiomas (inglês, italiano, francês, alemão, russo e espanhol) ao seu repertório, entre eles: Figaro de Il barbiere di Siviglia de Gioachino Rossini, Idomeneo de Wolfgang Amadeus Mozart, Parsifal de Richard Wagner, Siegmund de Die Walküre de Richard Wagner, Danilo de The Merry Widow de Franz Lehár e Cyrano de Cyrano de Bergerac de Franco Alfano. A última ópera italiana do tenor foi Tamerlano de Georg Friedrich Händel.
Dando-lhe o reconhecimento internacional ainda maior fora do mundo da ópera, ele participou do concerto Os Três Tenores, às vésperas da Copa do Mundo de Futebol de 1990, em Roma, ao lado dos tenores José Carreras e Luciano Pavarotti. O evento foi feito com a intenção de arrecadar fundos para a Fundação Internacional de Leucemia de José Carreras e foi repetido inúmeras vezes, incluindo no encerramentos das Copas seguintes (1994 em Los Angeles, 1998 em Paris e 2002 em Yokohama). Sozinho, Domingo fez uma aparição no encerramento da Copa do Mundo de 2006, em Berlim, ao lado da soprano Anna Netrebko e do tenor Rolando Villazón. Em 24 de agosto de 2008, Domingo apresentou-se com Sonz Zuying, cantando Ài de Huoyàn na cerimônia de encerramento dos Jogos Olímpicos de Verão de 2008, em Pequim.
Em 1996, nos Estados Unidos, interpretou Peri de Il Guarany, de Carlos Gomes, na Ópera de Washington, sob regência de Jonh Neschling.
Na chamada "jogada do fim da carreira", Domingo anunciou em 25 de janeiro de 2007 que em 2009 ele cantaria um dos papéis mais exigentes para barítono de uma ópera de Giuseppe Verdi, cantando o papel título Simon Boccanegra. A primeira performance foi na Ópera Estatal de Berlim, em 24 de outubro de 2009, seguido por outros 29 espetáculos na temporada 2009/10 nas casas de óperas mais importantes do mundo. Ele, no entanto, continuou a cantar papéis de tenor, depois das performances.
Em 16/17 de abril de 2008, ele cantou durante a visita do Papa Bento XVI no Parque Nacional e a Embaixada Italiana em Washington. Desde 1990, Plácido Domingo recebe muitos prêmios e honras por suas conquistas em sua longa carreira na música e por seus concertos beneficentes.
No dia 15 de março de 2009, o Metropolitan Opera House prestou homenagem aos 40 anos de carreira de Domoingo com um jantar de gala, comemorando também sua estreia em Adriana Lecouvreur como Maurizio, ao lado de Renata Tebaldi, em 28 de setembro de 1968.
Em 29 de agosto de 2009 ele cantou Panis Angelicus na missa de funeral do Senador Ted Kennedy, na Basília de Boston, em Massachusetts

### Família

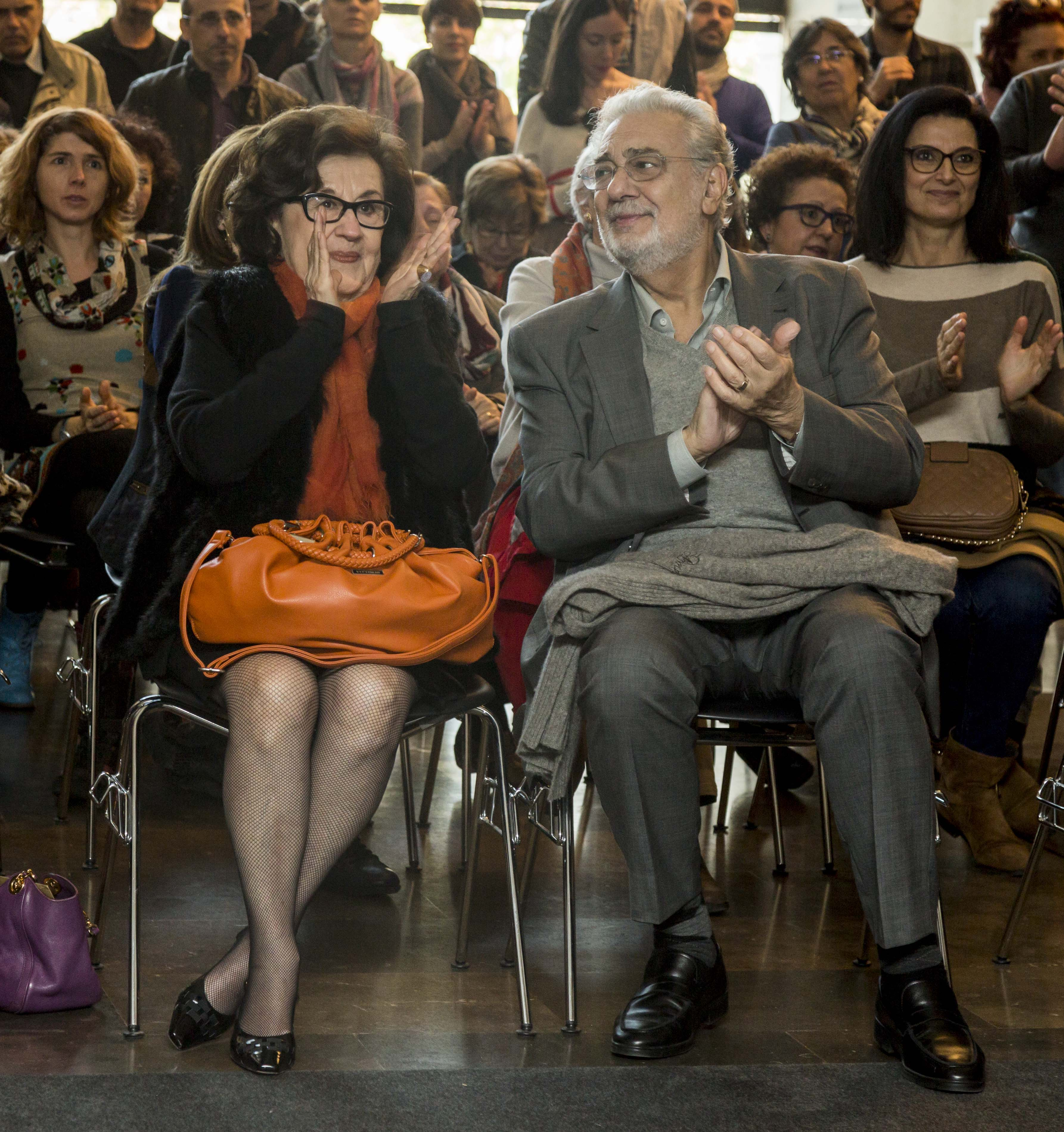
Placido e Marta Ornelas, IVAM.

Ele é filho de Plácido Francisco Domingo Ferrer (8 de março de 1907 - 22 de novembro de 1987) e de Pepita Embil Echaníz (28 de fevereiro de 1918 - 28 de setembro de 1994), dois cantores de zarzuelas espanholas. Seu pai foi violinista apresentando-se em orquestras de óperas e zarzuelas. Ele foi barítono e ativo nos papéis de zarzuela. Sua mãe foi uma exime cantora, fazendo sua estreia no Grande Teatro do Liceu, em Barcelona.
No dia 29 de agosto de 1957, aos dezesseis anos de idade, Plácido casou-se com a estudante de piano, Ana María Guerra Cué (1938-2006) e seu primeiro filho, José Plácido Domingo Guerra (Pepe) nasceu dia 16 de junho de 1958. Entretanto, o casamento não durou muito, o casal separou-se rapidamente. Em 1 de agosto de 1962, Domingo caou-se com Marta Ornelas, nascida em 1935, uma soprano lírica de Veracruz, México. Eles tiveram dois filhos: Plácido Francisco (21 de outubro de 1965) e Alvaro Maurizio (11 de outubro de 1968). Eles passam suas férias em Acapulco, México.
Em março de 2010 ele foi submetido a uma cirurgia de Câncer colorretal.

## Um tenor spinto com grande extensão vocal

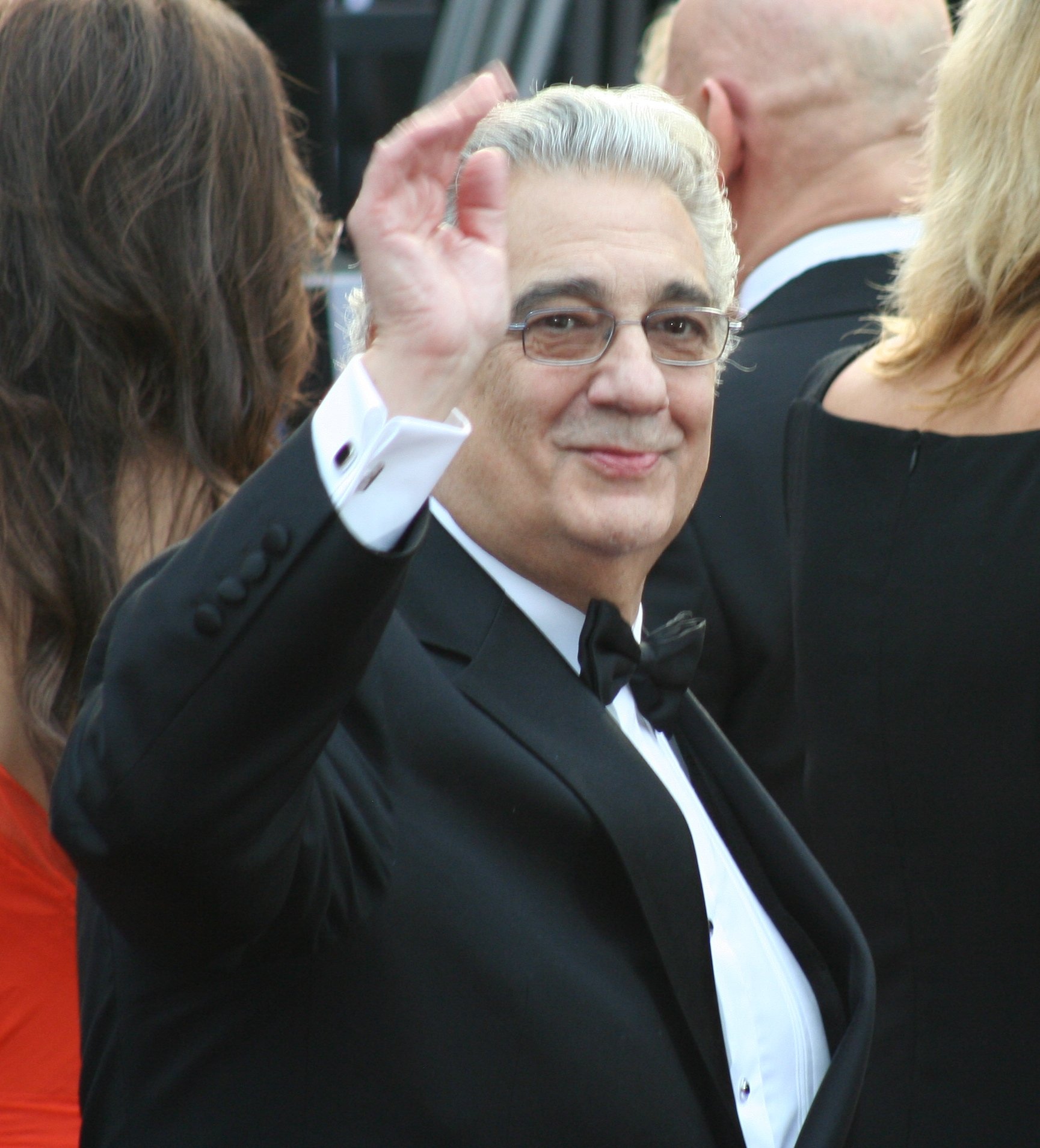
Domingo no Oscar 2009.

Plácido Domingo começou a sua carreira como barítono, mas sua classificação vocal correta é de tenor spinto, com bom volume nos graves e excelente técnica, o que lhe permitiu inclusive cantar desde papéis de tenor lírico a dramático. Foi no final da década de 1950 as suas primeiras aparições como barítono. E foi igualmente nesse final de década que começou a assumir o papel de tenor e a especializar a sua voz nos papéis dramáticos. Apesar da sua voz ser incrivelmente flexível, foi nos papéis de óperas de Giacomo Puccini , Giuseppe Verdi e Richard Wagner onde obteve os seus melhores desempenhos e também as melhores críticas.

### Filmes
Plácido Domingo também interpretou em óperas filmadas, a saber: : Madame Butterfly, dirigida por Jean-Pierre Ponnelle, Carmen, dirigida por Francesco Rossi (ganhadora de un prêmio Grammy), Tosca dirigida por Gianfranco de Bosio, assim como em três dirigidas por Franco Zeffirelli: Otello, Cavalleria rusticana & Pagliacci, e La Traviata (filme), com Teresa Stratas, que recebeu igualmente um Grammy.
Em 2010 gravou a ópera Rigoletto como o bobo da corte Rigoletto (Baritono)
Apareceu na televisão, tanto em galas de zarzuela como em retransmissões de Live at the Met. Entre outras aparições televisivas em muitos países ao longo dos anos, muitas delas com fins de caridade, Domingo apareceu em A Night for New Orleans, com Frederica von Stade em março de 2006. O concerto tinha o propósito de arrecadar fundos para a reconstrução da cidade e foi bem recebido pelo público.

## Prêmios e distinções honrosas
Plácido Domingo já foi laureado com inúmeras distinções, a saber:
- Ordem Águila Azteca (1985) - este último, por seu trabalho no terremoto de 1985.
- Prêmio Príncipe de Asturias em 1991, junto a Victoria de los Ángeles, Teresa Berganza, Montserrat Caballé, José Carreras, Pilar Lorengar y Alfredo Kraus.
- Grã-Cruz da Ordem do Infante D. Henrique (1998)[22]
- Prêmio Kennedy Center em 2000.
- Grã-Cruz da Ordem do Mérito Civil (2002, BOE 21 de setembro de 2002).
- Medalha Presidencial da Liberdade (2002).
- Prêmio Ella (2002).
- Ordem do Império Britânico (2002).
- Comandante de honra da Legião Francesa (2002).
- Medalha Internacional das Artes da Comunidade de Madri (2006).
- Prêmio BRIT Award (2006)
- Grã-Cruz da Ordem da Instrução Pública (2018)[22]

Recebeu também o título de Doutor Honoris Causa das seguintes instituições:
- Royal Northern College of Music (1982).
- Philadelphia College of Performing Arts (1982).
- Universidade de Oklahoma City (1984).
- Universidade Complutense de Madrid (1989).
- Universidade de Nova York (1990).
- Universidade de Georgetown (1992).
- Washington College em Chestertown (2000).
- Universidade Anáhuac no México (2001).
- Academia de Música Fryderyk Chopin de Varsóvia (2003).
- Universidade de Oxford (2003).

Desde 1993, tem uma estrela no Passeio da Fama de Hollywood.
Ganhou sete prêmios Grammy:
- 1983 - Melhor gravação de ópera por Verdi: La Traviata.
- 1984 - Melhor gravação de ópera por Bizet: Carmen.
- 1984 - Melhor interpretação latina por Always In My Heart (Sempre em meu coração).
- 1988 - Melhor gravação de ópera por Wagner: Lohengrin.
- 1990 - Melhor interpretação vocal clássica, junto com Carreras e Pavarotti, por Os Tres Tenores.
- 1992 - Melhor gravação de ópera por R. Strauss: Die Frau Ohne Schatten.
- 1999 - Melhor interpretação de música mexicano-americana por 100 anos de mariachi.

Também recebeu dois prêmios Emmy, por especiais de televisão nos Estados Unidos:
- 1984 - Melhor programa de música clássica por Great Performances: Placido Domingo Celebrates Seville.
- 1992 - Melhor interpretação individual clássica por The Metropolitan Opera Silver Anniversary Gala.

E outros dos títulos:
- 1986 - Melhor interpretação individual clássica por Great Performances: Cavalleria Rusticana.
- 1988 - Melhor interpretação individual clássica por Great Performances: Aida: From the Houston Grand Opera.

## Informações complementares
Em 2010 participou da opera Rigoletto, cantando como barítono.
Carreras criou uma fundação de combate à leucemia após a sua convalescença.
Em 7 de julho de 1990 Pacido Domingos, Josep Carreras e Luciano Pavarotti formaram Os Três Tenores, Zubin Mehta conduziu grande parte das 30 apresentações pelo mundo.